# Defenestracija
Defenestracija je dejanje metanja skozi oz. raz okno, s čimer so se v zgodovini večkrat končali politični obračuni. Beseda sama izvira iz latinščine in je skovanka iz besed de (raz-) ter fenestra (okno).
V zgodovini sta najbolj znani praški defenestraciji iz leta 1419 in tista iz leta 1618, ki je sprožila tridesetletno vojno, ter defenestracija češkega politika Jana Masaryka, ki so ga leta 1948 njegovi politični nasprotniki vrgli skozi okno kopalnice v stavbi zunanjega ministrstva.